# Enchantments
Pour les articles homonymes, voir Enchantment.
Pour plus de détails, voir Fiche technique et Distribution.
Enchantments est un film américain réalisé par Kelsey O'Brien, sorti en 2015. 
Le film est une comédie romantique basée sur le roman de Jane Austen, Emma, publié en 1815.

## Synopsis
Emma, lesbienne et Wiccan convaincue, travaille dans un magasin de magie newyorkais nommé Enchantments.

## Fiche technique
- Titre : Enchantments
- Réalisation : Kelsey O'Brien
- Scénario : Kelsey O'Brien, Jane Austen (roman)
- Producteurs : Kelsey O'Brien, Cat Cabral, Sibyl Santiago, John Painz
- Société de production : Kelc Productions, Words From Here Productions, Sitting Cat Productions
- Musique :
- Langue d'origine : Anglais américain
- Pays de production :  États-Unis
- Genre : Comédie, romance saphique
- Lieux de tournage : New York, État de New York, États-Unis
- Durée : 77 minutes (1 h 17)
- Date de sortie :
  - États-Unis :
    - 30 avril 2015 (Ridgewood Guild Film Festival)
    - 19 mai 2015 (Soho International Film Festival)

  - Allemagne : 18 octobre 2015 (Filmfest homochrom)

## Distribution
- Kelsey O'Brien : Emmie
- Cat Cabral : Dusk
- Kevin Brown (en) : le révérent
- Ronn Burton : Bob
- Dusty Childers : Mally
- Lily Cowles : la garce de cliente
- Joseph D'Onofrio : Vinny
- Edgar Eguia : Kitty Man
- Sam Garland : Smith
- Veronica Giolli : Alexa
- Lauren Hunter : Maeve
- Will Keung : Chris
- Micah Khan : Martin
- Moire Kiyingi : Norma
- Rebecca Kopec : Lei